# Аткинс, Бенджамин
Бенджамин Томас Аткинс (англ. Benjamin Thomas Atkins; 26 августа 1968, Детройт, штат Мичиган — 17 сентября 1997, тюрьма Egeler Correctional Facility, Джэксон, округ Джэксон, штат Мичиган, США) — американский серийный убийца, который в период с осени 1991 года по лето 1992 года совершил серию из одиннадцати убийств  женщин на территории города Детройт. Большинство из жертв Аткинса были замечены в занятии проституцией и страдали наркотической зависимостью. Впоследствии Аткинс был осужден и приговорен к нескольким срокам в виде пожизненного лишения свободы. Большинство из убийств Аткинс совершил в районе кварталов и пригородных сообществ, расположенных вдоль главной улицы Детройта - Вудворд-авеню, имеющим неофициальное название «Коридор Вудворд» (англ. Woodward Corridor), вследствие чего он получил прозвище «Убийца из коридора Вудворд» (англ. Woodward corridor killer).

## Биография
Бенджамин Томас Аткинс родился 26 августа 1968 года в городе Детройт. Имел старшего брата. Его родители вели маргинальный образ жизни, злоупотребляли алкогольными напитками и наркотическими веществами. Вскоре после рождения Бенджамина его отец ушел из семьи. В 1970 году Бенджамина бросила мать, благодаря чему, будучи без родительского попечения, он оказался в одном из детских домов, расположенных в Детройте, где он провел детство и юношеские годы. Будучи в детском доме, Аткинс подвергался физическим нападкам со стороны других детей. В возрасте 10 лет он подвергся изнасилованию со стороны сотрудника воспитательного учреждения. В течение последующих пяти лет он еще несколько раз подвергался сексуальным домогательствам со стороны других воспитанников и сотрудников учреждения, после сбежал из детского дома и разыскал свою мать. 
Некоторое время он проживал со своей матерью и со своим старшим братом, но вскоре заметил, что его мать занимается проституцией. К тому времени у его матери развилась противоестественная деградация личности, благодаря чему Аткинс и его брат несколько раз стали свидетелями того, как на их глазах их мать оказывает сексуальные услуги различным клиентам за материальное вознаграждение. Вступив с ней в социальный конфликт, Бенджамин Аткинс в конце 1980-х ушел из дома, после чего начал вести бродяжнический образ жизни и увлекаться наркотическими веществами, вследствие чего у него развилась наркотическая зависимость. Из-за отсутствия образования он вынужден был заниматься низкоквалифицированным трудом с невысокой оплатой труда и ночевать в приютах для бездомных. 
В этот же период он стал много свободного времени проводить в обществе проституток и сутенеров. Несмотря на это, он не был замечен в совершении серьезных правонарушений и не привлекался к уголовной ответственности. Большинство из его знакомых отзывались о нем крайне положительно, но в то же время отмечали, что в состоянии алкогольного и наркотического опьянений Аткинс проявлял признаки антисоциальности и мизогинии.

## Серия убийств
В качестве жертв Аткинс выбирал женщин молодого и среднего возрастов, ведущих маргинальный образ жизни, занимающихся проституцией и увлекающихся наркотическими средствами. Всех жертв Аткинс заманивал в заброшенные дома и здания, после чего подвергал сексуальному насилию и содомии. После удушения Аткинс оставлял трупы убитых на месте совершения убийств, благодаря чему ряд из жертв были обнаружены спустя несколько месяцев после смерти. Первая жертва была обнаружена 14 декабря 1991 года, она была идентифицирована как 30-летняя Дебби Энн Фрайдей, которая пропала без вести 8 декабря. Через несколько дней, 30 декабря того же года, было обнаружено тело 26-летней Берты Джин Мейсон, которая пропала без вести 11 декабря того же года, после того как покинула свой дом и отправилась в магазин за покупками, после чего пропала без вести. 
3 января 1992 года в ходе сноса одного из заброшенных домов был обнаружен труп 36-летней проститутки и наркоманки Патрисии Кэннон Джордж, которая была объявлена в розыск в начале декабря 1991 года. В ходе расследования ряд знакомых женщины заявили, что в последний раз Джордж была замечена 30 ноября того же года в одном из наркопритонов, расположенных в пределах района «Woodward Corridor». 25 января 1992 года было найдено тело 39-летней Викки Трулав, которая также была изнасилована, подвергнута содомии и задушена. В конце января в одном из заброшенных зданий был задержан Бенджамин Аткинс, который был доставлен в полицейский участок и подвергнут допросу. Он проверялся на причастность к исчезновениям девушек, но из-за отсутствия доказательств его вынуждены были отпустить. 
17 февраля 1992 года в трех номерах заброшенного здания бывшего мотеля «Монтерей» были найдены три трупа девушек, которые впоследствии были идентифицированы как 34-летняя проститутка Валери Челк и 23-летняя Хуанита Харди. Тело третьей жертвы не было идентифицировано. Все найденные жертвы перед смертью подверглись многократному изнасилованию, в том числе в извращенной форме, после чего задушены. Родственники Валери Челк заявили полиции, что девушка была объявлена в розыск в начале ноября 1991 года, после того как пропала без вести. 9 апреля 1992 года в одном из заброшенных домов было найдено тело 28-летней Бренды Митчелл, которая пропала без вести 5 апреля того же года после того, как покинула дом с двумя детьми с целью похода в магазин. Тело Митчелл было обнаружено почти полностью обнаженным, за исключением наличия шарфа на шее. 
В ходе судебно-медицинской экспертизы было установлено, что перед смертью Бренда Митчелл приняла смертельную дозу наркотических веществ, благодаря чему причиной ее смерти первоначально была объявлена передозировка наркотиков. Через несколько дней, 15 апреля того же года был обнаружен частично разложенный труп 27-летней Вики Бизли-Браун, которую в последний раз видели живой 25 марта. 15 июня 1992 года было обнаружено тело 45-летней Джоанн Орурк, которая стала 10-й жертвой серийного убийцы.

## Арест и разоблачение
Бенджамин Аткинс был арестован 21 августа 1992 года, после того как его опознала на одной из улиц Детройта 34-летняя Дарлин Сондерс, которая заявила полиции о том, что подверглась нападению со стороны Аткинса осенью 1991 года, в ходе которого он изнасиловал ее и совершил попытку ее удушения. Аткинс был задержан по обвинению в изнасиловании и снова подвергнут допросу. Он отказался признать свое причастие к серии убийств, заявив, что не испытывает полового влечения к женщинам и является гомосексуалом. В ходе дальнейшего допроса сотрудники полиции ознакомили его с выборочными местами из составленного ими психологического портрета убийцы, что вызвало у Аткинса определенные эмоции и переживания, вследствие чего он в течение последующих 12 часов  дал признательные показания в совершении 11 убийств женщин. Он подробно описал детали внешности и одежды жертв и указал местонахождение тела 11-й жертвы, которая была неизвестна следствию и была обнаружена вечером того же дня в указанном Аткинсом месте.
На допросе Аткинс заявил, что мотивом убийств послужила мизогиния по отношению к девушкам и женщинам, занимающихся проституцией. Он заявил, что заманивал своих жертв в заброшенные дома, предлагая им совместное употребление наркотических средств и алкогольных напитков, а также предлагал им оказать сексуальные услуги  за материальную плату.
Аткинс также поведал следствию, что вопреки официальной версии следствия его первой жертвой стала Патрисия Джордж, которую он убил осенью 1991 года и чье тело было обнаружено лишь 3 января 1992 года. Согласно его показаниям, он не планировал убивать женщину и заманил ее в один из заброшенных домов с целью совместного употребления крэк-кокаина, но пришел в ярость и совершил на нее нападение с последующим убийством, после того как женщина решила от него уйти. В ряде эпизодов Аткинс не смог объяснить следователям мотивы своих поступков. Так он заявил, что не собирался убивать одну из своих жертв — 23-летнюю Хуаниту Харди, которая добровольно вступила с ним в интимную связь. Но после интимной связи и совместного употребления наркотических средств Аткинс без видимых на то причин задушил женщину и подверг ее содомии.
В ходе расследования никаких улик или доказательств, изобличающих Аткинса в совершении убийств, найдено не было, благодаря чему ему были предъявлены обвинения только на основании свидетельских показаний Дарлин Сондерс и его собственных признательных показаний.

## Суд
Судебный процесс открылся в январе 1994 года. В качестве свидетелей обвинения на судебных заседаниях выступило 150 человек, в том числе родственники нескольких жертв Аткинса. На одном из судебных заседаний Аткинс признался в совершении убийств, но отказался признать себя виновным по причине невменяемости. Большую часть судебного процесса Аткинс находился в особом психическом состоянии, никак не реагировал на происходящее и выглядел погружённым в себя. 
Его адвокат требовал снисхождения к своему подзащитному на основании того, что Аткинс был подвергнут издевательствам в детстве. По мнению адвоката, последствия психологической травмы вкупе с наркотической зависимостью привели в итоге к его психическим, эмоциональным и поведенческим проблемам. Однако после четырехмесячного разбирательства и трех дней обсуждений жюри присяжных заседателей признали Бенджамина Аткинса виновным в инкриминируемых ему действиях, на основании чего в апреле 1994 года он получил в качестве наказания несколько сроков в виде пожизненного лишения свободы.

## Смерть
После осуждения Бенджамин Аткинс был этапирован для исполнения приговора в тюрьму «Egeler Correctional Facility», расположенную на территории округа Джэксон, но из-за проблем со здоровьем он вскоре был переведен в тюремный госпиталь «Duane Waters Hospital», где умер 17 сентября 1997 года от осложнений СПИДа.